# Marius Dybwad Brandrud
Erik Marius Dybwad Brandrud, född 8 november 1976 i Strömstad i Bohuslän, är en svensk regissör, manusförfattare, filmproducent och filmfotograf. Han nominerades till en Guldbagge för "bästa foto" i De ofrivilliga 2009 och 2012 vann han samma pris för Play.

## Filmografi
Regi
- 2007 – Alva
- 2009 – 1987–1993
- 2012 – En ömsesidig sak
- 2013 – Efter dig

Manus
- 2007 – Alva
- 2009 – 1987–1993
- 2012 – En ömsesidig sak
- 2013 – Efter dig

Producent
- 2007 – Alva
- 2009 – 1987–1993
- 2012 – En ömsesidig sak
- 2012 – Rädda fröken Julie
- 2012 – She's Bonde Like Me
- 2012 – She's Staging It

Foto
- 2006 – Weekend
- 2007 – Alva
- 2008 – De ofrivilliga
- 2008 – Scen 3: Daniel och Alex
- 2010 – Händelse vid bank
- 2011 – Hanteras varsamt
- 2011 – Play
- 2011 – Stora scenen
- 2012 – Maneuvers in the Dark
- 2012 – Rädda fröken Julie
- 2012 – She's Bonde Like Me
- 2012 – En ömsesidig sak
- 2013 – Biografi
- 2013 – Efter dig